# Кендрик (Оклахома)
Кендрик (англ. Kendrick) — місто (англ. town) в США, в окрузі Лінкольн штату Оклахома. Населення — 87 осіб (2020).

## Географія
Кендрик розташований за координатами 35°47′7″ пн. ш. 96°46′32″ зх. д. / 35.78528° пн. ш. 96.77556° зх. д. (35.785375, -96.775523).  За даними Бюро перепису населення США в 2010 році місто мало площу 0,39 км², уся площа — суходіл.

## Демографія
Згідно з переписом 2010 року, у місті мешкало 139 осіб у 47 домогосподарствах у складі 34 родин. Густота населення становила 355 осіб/км².  Було 59 помешкань (151/км²).
Расовий склад населення:
| - 86,3 % — білих - 4,3 % — корінних американців - 0,7 % — чорних або афроамериканців |

До двох чи більше рас належало 7,9 %. Частка іспаномовних становила 0,7 % від усіх жителів.
За віковим діапазоном населення розподілялося таким чином: 28,1 % — особи молодші 18 років, 52,5 % — особи у віці 18—64 років, 19,4 % — особи у віці 65 років та старші. Медіана віку мешканця становила 36,8 року. На 100 осіб жіночої статі у місті припадало 110,6 чоловіків;  на 100 жінок у віці від 18 років та старших — 92,3 чоловіків також старших 18 років.
Середній дохід на одне домашнє господарство  становив 43 297 доларів США (медіана — 35 313), а середній дохід на одну сім'ю — 50 620 доларів (медіана — 38 125). За межею бідності перебувало 13,3 % осіб, у тому числі 26,9 % дітей у віці до 18 років та 15,8 % осіб у віці 65 років та старших.
Цивільне працевлаштоване населення становило 38 осіб. Основні галузі зайнятості: освіта, охорона здоров'я та соціальна допомога — 28,9 %, виробництво — 15,8 %, сільське господарство, лісництво, риболовля — 13,2 %.